# Seregélyes
Seregélyes es un pueblo del distrito de Székesfehérvár, en el condado Fejér, Hungría.

## Educación
- Fejér Megyei Eötvös József Szakképző Iskola és Kollégium

## Localidades
- Ambrustanya, antiguo municipio

## Ciudades hermanadas
Seregélyes está hermanada con:
- Păulești, Rumanía
- Rivodutri, Italia